# Momento resistente

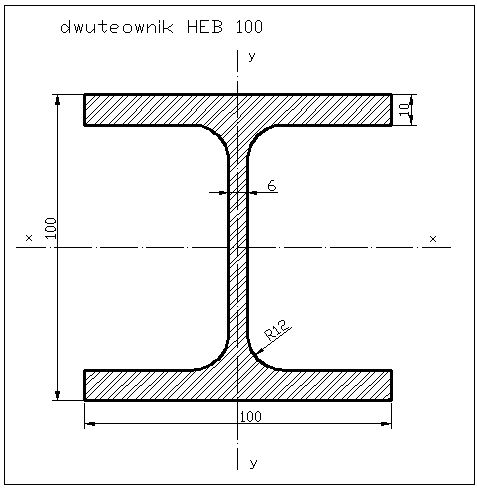
El momento resistente o módulo resistente es una magnitud geométrica que caracteriza la resistencia de un prisma mecánico sometido a flexión.

El momento resistente o módulo resistente es una magnitud geométrica que caracteriza la resistencia de un prisma mecánico sometido a flexión. De hecho, el momento resistente es calculable a partir de la forma y dimensiones de la sección transversal, y representa la relación entre las tensiones máximas sobre ella y el esfuerzo de flexión aplicado.
El momento resistente flexional frecuentemente se designa mediante {\displaystyle \scriptstyle W_{b}} (como hace por ejemplo la EHE-08), mientras que el momento resistente torsional típicamente es designado como {\displaystyle \scriptstyle W_{T}}.

## Momento resistente flexional
Para una sección sometida a flexión desviada la tensión (σ) viene dada por:

{\displaystyle \sigma =+{\frac {M_{y}}{I_{y}}}z-{\frac {M_{z}}{I_{z}}}y}

Donde:
{\displaystyle (y,z)\;}, son las coordenadas de un punto de la sección transversal donde se quieren estudiar las tensiones.
{\displaystyle M_{y},M_{z}\;}, son las componentes del momento flector sobre los dos ejes principales de inercia de la sección transversal.
El valor máximo sobre dicha sección se alcanza para el punto más alejado de la fibra neutra siendo esta tensión máxima:

{\displaystyle \sigma _{\max }=+{\frac {M_{y}}{I_{y}}}z_{\max }-{\frac {M_{z}}{I_{z}}}y_{\max }={\frac {M_{y}}{W_{y}}}+{\frac {M_{z}}{W_{z}}}}

De donde se deduce que los momentos resistentes flexionales vienen dados por:

{\displaystyle W_{y}=\left|{\frac {I_{y}}{z_{\max }}}\right|\qquad W_{z}=\left|{\frac {I_{z}}{y_{\max }}}\right|}

### Sección cuadrada o rectangular
- Sección rectangular maciza (base b × altura h):

{\displaystyle W_{y}={\frac {b^{2}h}{6}}\qquad W_{z}={\frac {bh^{2}}{6}}}

- Sección cuadrada maciza (es un caso particular de la anterior haciendo b = h)

{\displaystyle W_{y}=W_{z}={\frac {h^{3}}{6}}}

- Sección rectangular hueca (base b × altura h y espesor e):

{\displaystyle W_{y}\approx (bh)e+{\cfrac {h^{2}e}{3}}\qquad W_{z}\approx (bh)e+{\cfrac {b^{2}e}{3}}}

### Secciones circulares y elípticas
- Sección circular maciza de radio R:

{\displaystyle W_{y}=W_{z}={\frac {\pi R^{3}}{4}}}

- Sección circular hueca de radio R y espesor e:

{\displaystyle W_{y}=W_{z}\approx \pi R^{2}e}

- Sección elíptica maciza con semiejes a y b (a > b)

{\displaystyle W_{y}={\frac {\pi ab^{2}}{4}}\qquad W_{z}={\frac {\pi a^{2}b}{4}}}

### Secciones doble T
Para una sección doble T con dos ejes de simetría, con ancho de ala b, altura h y espesores de alma y de ala eh y eb, el módulo resistente flexional elástico viene dado muy aproximadamente por:

{\displaystyle W_{F,e}={\frac {e_{b}^{3}}{3h}}(7b-4e_{h})+(2b-e_{h})(h-2e_{b})e_{b}+{\frac {h^{2}e_{h}}{6}}}

## Momento resistente torsional

### Sección circular maciza o hueca
Para una sección maciza o tubular circular sometida a torsión simple la tensión tangencial (τ) viene dada por:

{\displaystyle \tau =+{\frac {M_{x}}{J}}d}

Donde:
{\displaystyle d\;}, son las coordenadas de un punto de la sección transversal donde se quieren estudidar las tensiones.
{\displaystyle M_{x}\;}, es el momento torsor.
El valor máximo sobre dicha sección se alcanza para el punto más alejado del centro de torsión siendo esta tensión tangencial máxima:

{\displaystyle \tau _{\max }=+{\frac {M_{x}}{J}}d_{\max }={\frac {M_{x}}{W_{T}}}}

De donde se deduce que para una sección circular maciza o hueca el momento resistente torsional viene dado por:

{\displaystyle W_{T}={\frac {J}{d_{\max }}}={\frac {J}{R_{\rm {ext}}}}}

Donde Rext es el radio exterior de la sección.

### Otras secciones
Para secciones no-circulares no existe una relación sencilla entre el módulo de torsión y el momento resistente de torsión. El problema con secciones no-circulares presenta alabeo y a diferencia de lo que sucede en una sección circular las tensiones no son proporcionales a la distancia al centro de la sección. Además las tensiones difieren según la dirección en la que nos separemos del centro al no ser todas la direcciones equivalentes.
Para algunas formas concretas como la sección triangular equilátera o la elíptica la función de alabeo es relativamente sencilla de obtener. Sin embargo, la expresión para una sección rectangular resulta bastante más complicado. Para secciones de pared delgada (tubo estructural o perfiles doble T) puede obtenerse una aproximación razonable a efectos de cálculo de forma muy sencilla. En la siguiente sección se dan expresiones para diferentes secciones.

### Ejemplos
- Sección circular maciza de radio R:

{\displaystyle W_{T}={\frac {\pi R^{3}}{2}}}

- Sección circular hueca con radio exterior Re, radio interior Ri y radio medio Rm = (Re+Ri)/2:

{\displaystyle W_{T}={\frac {\pi }{2}}{\frac {R_{e}^{4}-R_{i}^{4}}{R_{e}}}\approx \pi R_{m}^{2}(R_{e}-R_{i})}

- Sección elíptica maciza con semiejes a y b (a > b)

{\displaystyle W_{T}={\frac {\pi ab^{2}}{2}}}

- Sección triangular equilátera de lado L:

{\displaystyle W_{T}={\frac {L^{3}}{20}}}

- Sección rectangular maciza (b × a, a > b):

{\displaystyle W_{T}={\frac {k_{2}}{k_{1}}}{\frac {b^{2}a}{3}}\qquad {\begin{cases}k_{1}=1-{\cfrac {8}{\pi ^{2}}}\sum _{k=0}^{\infty }{\cfrac {1}{(2k+1)^{2}}}\;{{\mbox{sech}}{\cfrac {(2k+1)\pi a}{2b}}}\\k_{2}=1-{\cfrac {192}{\pi ^{5}}}{\cfrac {b}{a}}\sum _{k=0}^{\infty }{\cfrac {1}{(2k+1)^{5}}}\;{{\mbox{tanh}}{\cfrac {(2k+1)\pi a}{2b}}}\end{cases}}}

Es importante notar que {\displaystyle 0,6245966\leq {\frac {k_{2}}{k_{1}}}\leq 1}
- Sección cerrada de pared delgada, de espesor constante e y área media encerrada por la curva media de la sección Am.

{\displaystyle W_{T}\approx 2eA_{m}\;}

- Sección abierta de pared delgada, como por ejemplo un perfil T o un perfil H (perfil doble T), aproximable mediante rectángulos alargados de largo hi y espesores constantes ei:

{\displaystyle W_{T}\approx {\frac {{\frac {1}{3}}\sum _{j}h_{j}e_{j}^{3}}{\max _{i}{e_{i}}}};}

## Momento resistente plástico
En el cálculo plástico de la resistencia última de cierto tipo de estructuras, se admite que una sección esté totalmente plastificada. En caso de fallo por flexión simple, la tensión es aproximadamente constante sobre la sección en el caso plástico, a diferencia del caso elástico donde las tensiones son proporcionales a la distancia a la fibra neutra. Esta diferente distribución de las tensiones implica que el momento resistente efectivo es diferente en los dos casos, siendo en general el momento resistente plástico mayor que el momento resistente elástico.

### Sección cuadrada o rectangular maciza
- Sección rectangular. Para una sección rectangular de dimensiones (base b × altura h), el momento resistente plástico mayor es un 50% superior al momento resistente elástico {\displaystyle W_{F,z}\,} y  viene dado por:

{\displaystyle W_{P,z}={\frac {bh^{2}}{4}}=1,5\cdot W_{F,z},\qquad \qquad W_{P,y}={\frac {hb^{2}}{4}}=1,5\cdot W_{F,y}}

### Sección cuadrada o rectangular hueca
- Sección rectangular. Para una sección rectangular de dimensiones (base b × altura h) y espesor e (pequeño comparado con las anteriores), el momento resistente plástico mayor que los momentos resistentes elásticos correspondientes:

{\displaystyle {\begin{cases}W_{P,z}={\cfrac {A}{2}}{\cfrac {h(h+4b)}{(h+2b)}}\\W_{P,y}={\cfrac {A}{2}}{\cfrac {b(b+4h)}{(b+2h)}}\end{cases}}}

### Perfil doble-T
- Sección doble-T. Para una sección doble T doblemente simétrica, el momento resistente plástico está entre un 15% a 17% superior al momento elástico. El momento plástico puede calcularse de modo aproximado mediante la siguiente expresión:

{\displaystyle W_{P,z}=be_{b}(h-e_{b})+{\frac {1}{4}}e_{h}(h-2e_{b})^{2}\geq 1,10\cdot W_{F,z}}

Donde:
{\displaystyle b,h\,}, son el ancho de las alas y el alto total del perfil.
{\displaystyle e_{b},e_{h}\,}, son los espesores de las alas y el alma del perfil.

### Sección circular maciza o hueca
- Sección circular maciza de radio R:

{\displaystyle W_{P,z}=W_{P,y}={\frac {4R^{3}}{3}}={\frac {16}{3\pi }}W_{F}\approx 1,70\cdot W_{F}}

- Sección circular hueca, si el espesor e es pequeño comparado con el radio puede aproximarse el momento plástico por:

{\displaystyle W_{P,z}=W_{P,y}=4y_{G}R^{2}={\frac {4}{\pi }}W_{F}\approx 1,27\cdot W_{F}}

Donde {\displaystyle W_{F}} es el correspondiente momento resistente de flexión en régimen elástico.